# Obion County
Das Obion County ist ein County im US-amerikanischen Bundesstaat Tennessee. Das U.S. Census Bureau hat bei der Volkszählung 2020 eine Einwohnerzahl von 30.787 ermittelt. Der Verwaltungssitz (County Seat) ist Union City.

## Geografie
Das County liegt fast im äußersten Nordwesten von Tennessee, grenzt im Norden an Kentucky und hat eine Fläche von 1438 Quadratkilometern, wovon 27 Quadratkilometer Wasserfläche sind. An das Obion County grenzen folgende Nachbarcountys:
|             | Fulton County (Kentucky) |                |
| Lake County |                          | Weakley County |
| Dyer County |                          | Gibson County  |

## Geschichte
Das Obion County wurde am 24. Oktober 1823 aus Chickasaw-Land gebildet. Benannt wurde es nach dem Obion River, dessen indianischer Name „viele Zacken“ bedeutet und mit seinen vier Gabelungen zusammenhängt.

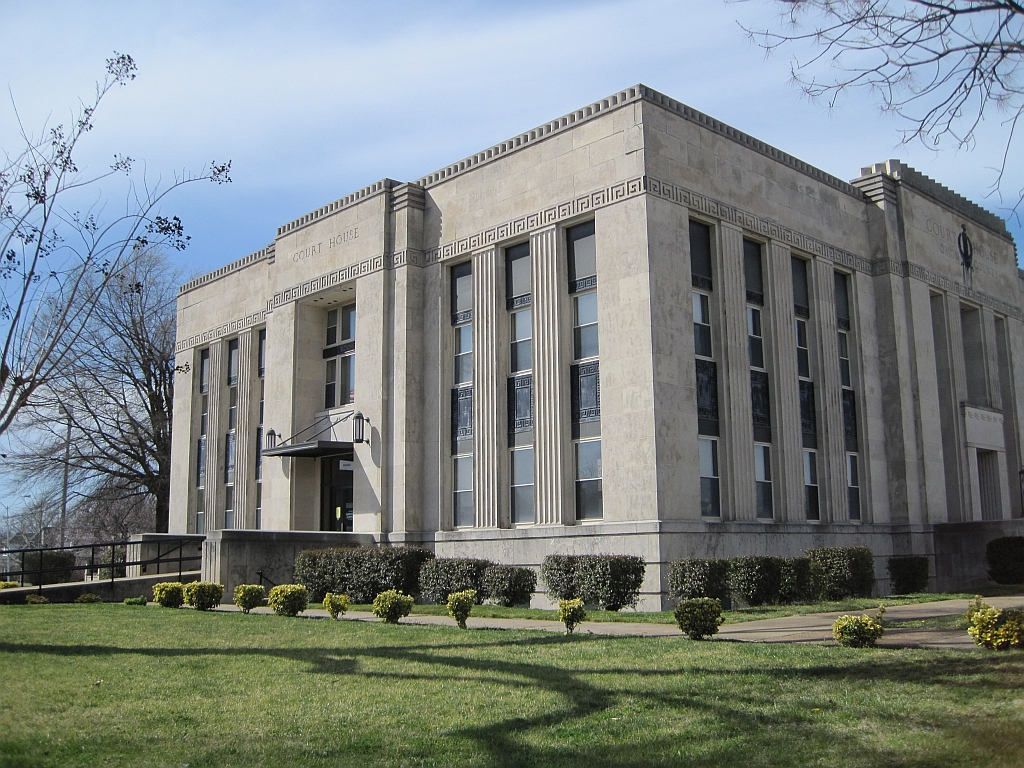
Das Obion County Courthouse ist einer von 19 Einträgen des Countys im NRHP.

19 Bauwerke und Stätten des Countys sind im National Register of Historic Places (NRHP) eingetragen (Stand 27. August 2018).

## Demografische Daten
Nach der Volkszählung im Jahr 2010 lebten im Obion County 31.807 Menschen in 12.662 Haushalten. Die Bevölkerungsdichte betrug 22,5 Einwohner pro Quadratkilometer. In den 12.662 Haushalten lebten statistisch je 2,5 Personen.
Ethnisch betrachtet setzte sich die Bevölkerung zusammen aus 87,6 Prozent Weißen, 10,7 Prozent Afroamerikanern, 0,2 Prozent amerikanischen Ureinwohnern, 0,3 Prozent Asiaten sowie aus anderen ethnischen Gruppen; 1,1 Prozent stammten von zwei oder mehr Ethnien ab. Unabhängig von der ethnischen Zugehörigkeit waren 3,2 Prozent der Bevölkerung spanischer oder lateinamerikanischer Abstammung.
22,5 Prozent der Bevölkerung waren unter 18 Jahre alt, 60,2 Prozent waren zwischen 18 und 64 und 17,3 Prozent waren 65 Jahre oder älter. 51,8 Prozent der Bevölkerung war weiblich.

Das jährliche Durchschnittseinkommen eines Haushalts lag bei 39.543 USD. Das Pro-Kopf-Einkommen betrug 21.235 USD. 14,9 Prozent der Einwohner lebten unterhalb der Armutsgrenze.

## Ortschaften im Obion County
Citys
- South Fulton
- Union City
- Woodland Mills

Towns
| - Hornbeak - Kenton1 - Obion - Rives | - Samburg - Trimble2 - Troy |

Unincorporated Communities
- Mason Hall1
- Midway

1 – teilweise im Gibson County

2 – überwiegend im Dyer County

## Gliederung
Das Obion County ist in sieben durchnummerierte Distrikte eingeteilt:
| Distrikt | Einwohner (2010) | FIPS     |
| -------- | ---------------- | -------- |
| 1        | 4459             | 47-90132 |
| 2        | 5110             | 47-90322 |
| 3        | 4245             | 47-90512 |
| 4        | 4891             | 47-90702 |
| 5        | 4342             | 47-90892 |
| 6        | 4507             | 47-91082 |
| 7        | 4253             | 47-91272 |